# Sven Gyldmark
Sven Rudolf Sidenius Gyldmark (21. april 1904 i København – 5. oktober 1981 i Hellerup) var en dansk komponist.
Gyldmark var søn af skuespiller Oscar Nielsen og den yngste i en søskendeflok på 4 brødre, der alle blev musikere.

## Karriere
Sven startede sin karriere som stumfilmmusiker i Gyldmark-trioen i 1925, hvor han spillede sammen med 2 af sine brødre, Leonard og Hugo. Han blev i 1937 kontaktet af Emil Reesen med henblik på at komponere musik til filmen Plat eller krone. Herefter komponerede han musik til over 200 film frem til 1975.
Blandt hans filmsange findes kendte og skattede titler som "Du er min øjesten", "Der kommer altid en sporvogn og en pige til", "Jeg har min hest, jeg har min lasso", "Det er sommer, det er sol, og det er søndag" og "Bornholmervalsen". Sven Gyldmark er særlig berømt for sine slagere, men hans underlægningsmusik ikke mindst til de mere dystre og alvorlige film er værd at lægge mærke til, som f.eks. i filmene De røde enge (1945), Café Paradis (1950), Farlig Ungdom (1953) og Bundfald (1957). For sidstnævnte modtog han i 1958 en Bodil for bedste filmmusik.
Han skrev endvidere musik til ca. 100 revyviser heriblandt "Mariehønen", "Men det må jeg ikke for Moar", "Mor er den bedste i verden", "Solitudevej", "Hvem har du kysset i din gadedør?" og mange mange flere.
Sven Gyldmark medvirkede som sig selv i filmen Lise kommer til byen fra 1947.

## Den Kongelige Livgardes Tambourkorps
Den folkelige musikkomponist har også komponeret til Livgarden, nemlig de såkaldte »Fire Gyldmark-marcher«. Det drejer sig om:
1. Livgardens Tambourmarch.
2. Stabstambour Sevels March.
3. Fullings March.
4. Laus Tappenstreg.
Den Kongelige Livgardes Tambourkorps’ kunstneriske leder, den legendariske Hans Fulling (1912-2002), var gode venner med musikkomponisten Sven Gyldmark (1904-81). Hans Fulling er ankermanden ved Livgardens Tambourkorps’ genoprettelse i efteråret 1956. Det skulle vise sig, at Hans Fulling kom til at skrive et utal af marchmelodier til brug for alskens tambourkorps. Sven Gyldmark har komponeret et utal af filmmelodier, f.eks. »Vagabonderne på Bakkegården«, »I kongens klæ’r« og »Soldaterkammerater på bjørnetjeneste« samt revyviser som fx »Mor er den bedste i verden«, »Solitudevej« og »Hvem har du kysset i din gadedør«?

### Forhistorien
Der er en forhistorie at fortælle for hver af marcherne, men det hele begyndte sådan her:
De to herrer mødtes i et privat anliggende i højsommeren 1959, og sad udendørs på »Svineryggen« ved Sankt Jørgens Sø på Frederiksberg-siden, ikke langt fra Hans Fullings privatadresse. De to fandt behag i sammen at se udsigten over vandet med boblende champagne og nød hinandens gode selskab ud på de små timer. Historien vil vide, at Sven Gyldmark her blev beåndet og skrev hurtigt de fire melodiers hovedtræk ned på noder på en serviet i mangel af bedre; medens hans musikkollega så på. Ikke længe efter må de renskrevne melodier være tilflydt Hans Fulling, som må have arrangeret dem for sit elskede tambourkorps på noder med flerstemmighed. I begyndelsen af september må noderne formentlig have ligget helt klar hos tambourkorpset, som bagefter har aset og maset med at få indøvet »de fire Gyldmark-marcher«.

### Noderne overrækkes
Den 30. september blev noderne officielt overrakt af Sven Gyldmark til Hans Fulling og korporal John Tjærby, hvor tambourkorpset har spillet melodierne for første gang i fuld offentlighed. Dette skete på Den Kongelige Livgardes Kaserne i Gothersgade. Den 30. september 2009 har melodierne altså 50-års jubilæum, og ikke kun Livgardens Tambourkorps har altid haft dem på repertoiret, men også hjemmeværnets mange tambourkorps, bygarder, spejder-tambourkorps osv. har haft glæde af dem.
Det var kærkomment for Livgardens Tambourkorps i 1959 at få fire rigtige marcher i høj sværhedsgrad, idet tambourmusik indtil da bare havde været små gamle melodier fra fortrinsvis 1800-tallet, som ikke opbød de store vanskeligheder for værnepligtige tambourer at lære i deres forholdsvis korte tjenestetid. Repertoiret var ikke så stort, som det siden hen blev. At modtage fire melodier på én gang af sådan en prominent dansk personlighed som selveste Sven Gyldmark, var ekstra en stor ære.

### Hvem melodierne er opkaldt efter
Hans Fullings March er til ære for kongelig kapelmusikus og Livgardens Tambourkorps’ mester af samme navn. Hans minde lever videre den dag i dag, og i sin aktive tjenestetid i tambourkorpset fra 1956-83 nåede omkring 1.000 tambourer igennem hans håndfaste men kærlige og pædagogiske hænder.
Livgardens Tambourmarch er til ære for Livgardens Tambourkorps, som på daværende tidspunkt var næsten tre år gammelt, og var bare et år efter Livgardens 300-års jubilæum. Tambourkorpset var næsten bare i sin vorden, og fik nu sin helt egen »nationalsang«, som i øvrigt er nem at gå parade til.
Stabstambour Sevels March var til ære for den dengang værende tambourmajor, som gik foran paraden fra 1929-61. Henry Leo Ejnar Sevel var kendt for at hilse på de almindelige forretningsdrivende på paraderuten, som gerne stod udenfor deres butikker og nikkede, hvorpå stabstambouren kvitterede ikke bare med sin stav, men også (ikke helt reglementeret) ved at dreje sit store korpus hen mod de venligt hilsende.
Laus Tappenstreg har navn efter filminstruktøren og manuskriptforfatter fra ASA Film, Lau Lauritzen (1910-77), som instruerede et utal af spillefilm, hvor Sven Gyldmark tjente sit brød. Mest kendt er nok filmene »Far til fire«, »Café Paradis« og »De røde enge«. Det har muligvis været for at »betale tilbage«, at filminstruktøren nu skulle have sin egen melodi spillet af ikke mindre end Livgardens Tambourkorps, som nu kunne høres i de københavnske gader.

## Udvalgt filmografi
Sven Gyldmark har skrevet filmmusikken til blandt andet disse film:
- Sønnen fra vingården (1975)
- Nøddebo Præstegård (1974) (1974)
- Fætrene på Torndal (1973)
- Manden på Svanegården (1972)
- Min søsters børn når de er værst (1971)
- Far til fire i højt humør (1971)
- Guld til præriens skrappe drenge (1971)
- Hurra for de blå husarer (1970)
- Og så er der bal bagefter (1970)
- Præriens skrappe drenge (1970)
- Der kom en soldat (1969)
- Mig og min lillebror og Bølle (1969)
- Pigen fra Egborg (1969)
- Sjov i gaden (1969)
- Ta' lidt solskin (1969)
- Dyrlægens plejebørn (1968)
- Jeg - en kvinde 2 (1968)
- Mig og min lillebror og storsmuglerne (1968)
- Min søsters børn vælter byen (1968)
- Soldaterkammerater på bjørnetjeneste (1968)
- Brødrene på Uglegården (1967)
- Jeg - en marki (1967)
- Mig og min lillebror (1967)
- Min søsters børn på bryllupsrejse (1967)
- Nyhavns glade gutter (1967)
- Dyden går amok (1966)
- Krybskytterne på Næsbygaard (1966)
- Min søsters børn (1966)
- Een pige og 39 sømænd (1965)
- En ven i bolignøden (1965)
- Jeg - en kvinde (1965)
- Jensen længe leve (1965)
- Næsbygaards arving (1965)
- Passer passer piger (1965)
- Kampen om Næsbygaard (1964)
- Premiere i helvede (1964)
- Sikke'n familie (1963)
- Støv for alle pengene (1963)
- Det stod i avisen (1962)
- Det støver stadig (1962)
- Der brænder en ild (1962)
- Han, hun, Dirch og Dario (1962)
- Lykkens musikanter (1962)
- Rikki og mændene (1962)
- Venus fra Vestø (1962)
- Den grønne elevator (1961)
- Far til fire med fuld musik (1961)
- Løgn og løvebrøl (1961)
- Min kone fra Paris (1961)
- Peters baby (1961)
- Reptilicus (1961)
- Støv på hjernen (1961)
- Baronessen fra benzintanken (1960)
- Det skete på Møllegården (1960)
- Elefanter på loftet (1960)
- Kvindelist og kærlighed (1960)
- Sømand i knibe (1960)
- Charles' tante (1959)
- De sjove år (1959)
- Far til fire på Bornholm (1959)
- Onkel Bill fra New York (1959)
- Vi er allesammen tossede (1959)
- Far til fire og ulveungerne (1958)
- Mariannes bryllup (1958)
- Mor skal giftes (1958)
- Styrmand Karlsen (1958)
- Vagabonderne på Bakkegården (1958)
- Verdens rigeste pige (1958)
- Amor i telefonen (1957)
- Bundfald (1957)
- Der var engang en gade (1957)
- Far til fire og onkel Sofus (1957)
- Mig og min familie (1957)
- Tag til marked i Fjordby (1957)
- Tre piger fra Jylland (1957)
- Far til fire i byen (1956)
- Flintesønnerne (1956)
- Færgekroen (1956)
- Kristiane af Marstal (1956)
- Taxa K-1640 Efterlyses (1956)
- Tante Tut fra Paris (1956)
- Altid ballade (1955)
- Der kom en dag (1955)
- Det var paa Rundetaarn (1955)
- Far til fire på landet (1955)
- Gengæld (1955)
- Tre finder en kro (1955)
- Arvingen (1954)
- En sømand går i land (1954)
- Far til fire i sneen (1954)
- Hendes store aften (1954)
- I kongens klæ'r (1954)
- Den gamle mølle på Mols (1953)
- Far til fire (1953)
- Farlig ungdom (1953)
- Fløjtespilleren (1953)
- Ved Kongelunden (1953)
- Avismanden (1952)
- Det store løb (1952)
- Husmandstøsen (1952)
- Rekrut 67 Petersen (1952)
- Vejrhanen (1952)
- Bag de røde porte (1951)
- Det gamle guld (1951)
- Det sande ansigt (1951)
- Dorte (1951)
- Fodboldpræsten (1951)
- Hold fingrene fra mor (1951)
- Café Paradis (1950)
- De røde heste (1950)
- Den opvakte jomfru (1950)
- Historien om Hjortholm (1950)
- Mosekongen (1950)
- Den stjålne minister (1949)
- Det gælder os alle (1949)
- Vi vil ha' et barn (1949)
- Hr. Petit (1948)
- Støt står den danske sømand (1948)
- Familien Swedenhielm (1947)
- Lise kommer til byen (1947)
- Røverne fra Rold (1947)
- Hans store aften (1946)
- Jeg elsker en anden (1946)
- Så mødes vi hos Tove (1946)
- Affæren Birte (1945)
- De kloge og vi gale (1945)
- De røde enge (1945)
- Panik i familien (1945)
- Elly Petersen (1944)
- Frihed, lighed og Louise (1944)
- Teatertosset (1944)
- Det brændende spørgsmål (1943)
- Det kære København (1943)
- Drama på slottet (1943)
- Hans onsdagsveninde (1943)
- Jeg mødte en morder (1943)
- Afsporet (1942)
- Frøken Vildkat (1942)
- Lykken kommer (1942)
- Søren Søndervold (1942)
- Tyrannens fald (1942)
- Plat eller krone (1937)